# LDV Group

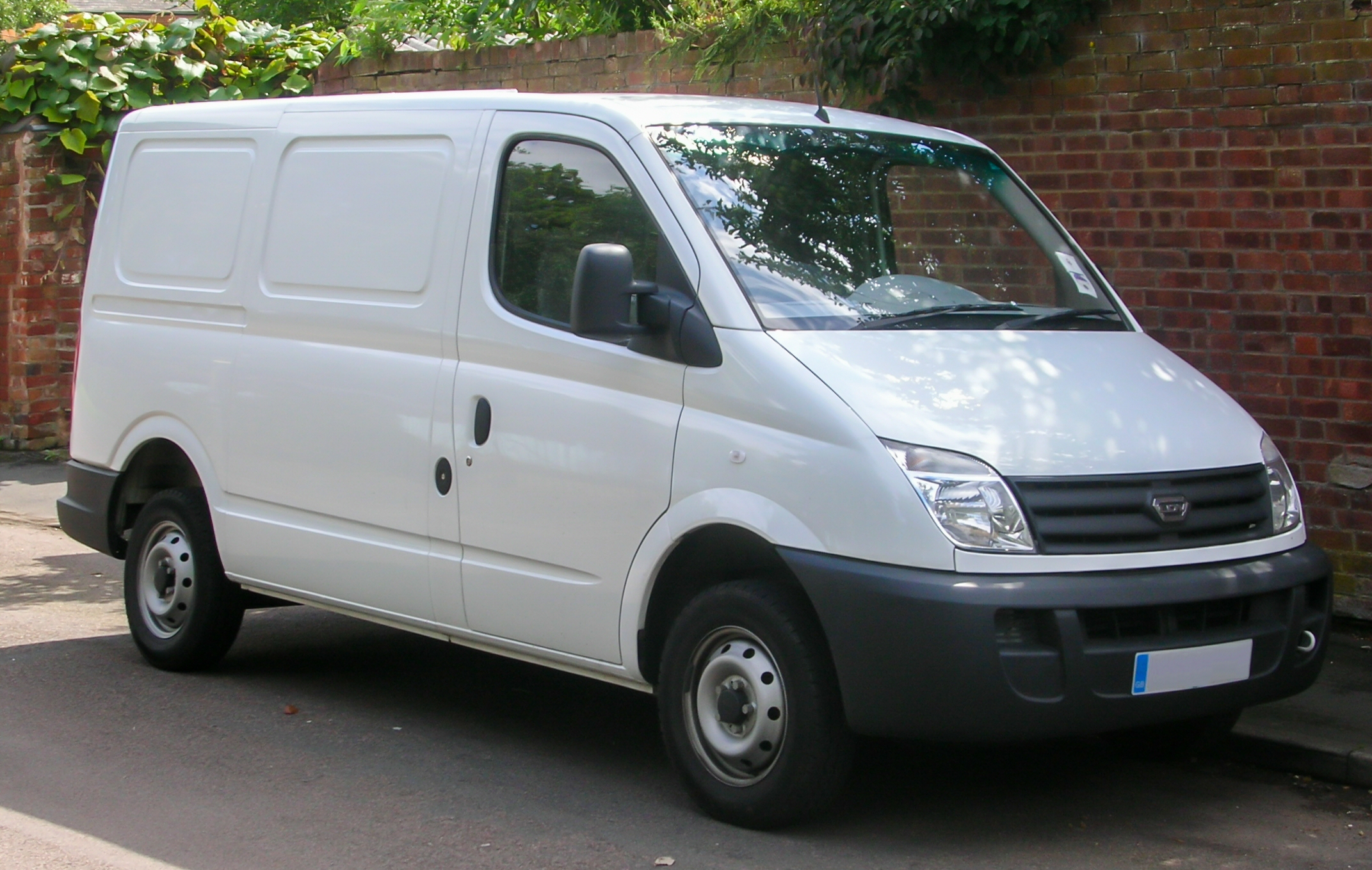
фургон Maxus

LDV Group — британская компания, производящая лёгкие коммерческие развозные автомобили семейства Maxus. Принадлежит китайской компании SAIC Motor. (ранее находилась в собственности Группы ГАЗ). Штаб-квартира располагается в Бирмингеме. Аббревиатура в названии компании расшифровывается как Leyland-DAF Vans.

## История
История компании восходит к несуществующему ныне концерну British Leyland. В 1987 году на базе его подразделения Freight Rover была сформирована компания LDV. В конце 90-х годов XX века LDV совместно с корейской Daewoo разработало семейство Maxus, выпуск которого планировалось организовать в Южной Корее. Однако, банкротство корейского партнёра не позволило завершить планы.
В 2005 году LDV самостоятельно запускает производство Maxus на своём заводе в Бирмингеме. Основным потребителем продукции предприятия становится Королевская почтовая служба, армия и прочие коммерческие структуры. Но мощности компании рассчитанные на производство 15 тыс. автомобилей в год не были полностью загружены.
В 2006 году LDV Group была приобретена Группой ГАЗ. Поглощение обошлось российской стороне в $100 млн. (реструктуризация долга компании и развитие производства и дистрибуции). Получив необходимую финансовую поддержку от своего стратегического инвестора, компания расширяет географию продаж за счёт проникновения на рынки Малайзии, Нидерландов, Бельгии, Люксембурга, Франции, Испании, Швеции, Норвегии и России.

## Компания сегодня
Помимо производства в Великобритании в 2008 году производство было налажено и в России на мощностях Горьковского автомобильного завода. Сборка в России изначально была крупно узловая, но планировалось со 2 квартала 2008 года начать постепенную локализацию производства. Однако, планам помешал кризис.

## Собственники
С 2006 года компания принадлежала Группе ГАЗ. Однако материнская компания в последнее время столкнулась со значительными финансовыми проблемами, потребовавшими реструктуризации внутренней структуры компании. В частности решено было продать долю в LDV Group. Первоначально предполагалось продать контрольный пакет менеджменту предприятия. Потом стали циркулировать слухи о продаже компании индийской Mahindra & Mahindra Limited. Но в начале мая 2009 года было заключено соглашение о продаже предприятия малайзийской компании Weststar. Правительство Великобритании планировало выделить для осуществления этой сделки кредит на 5 млн фунтов. Однако, Weststar вскоре отказалась от покупки. В результате предприятие было объявлено банкротом и перешло под временное управление аудиторской компании PricewaterhouseCoopers. Осенью 2009 года компания была приобретена китайской компанией SAIC Motor .

## Примечание
1. ↑  «Отдали китайцам», Эксперт Волга, № 40-41(155), 2009 г., С.4
2. ↑  ГАЗ может продать LDV Group компании Mahindra & Mahindra | Рынок акций, котировки акций, рынок ценных бумаг, акции, брокеры и брокерское обслуживание в России — stock.investfu … Дата обращения: 22 мая 2009. Архивировано 7 марта 2016 года.
3. ↑  Группа ГАЗ продала LDV индонезийской Weststar — Портал бизнес — новостей BFM.ru (недоступная ссылка)